# Ichebdanen
Die Ichebdanen (marokkanisches Tamazight ⵉⴽⴱⴷⴰⵏⴰⵏ Ikebdanen oder auch ⵉⵛⴱⴷⴰⵏⴰⵏ Ishebdanen; marokkanisches Darija كبدانا Kebdana) sind ein Rifkabylen-Stamm im Nordosten Marokkos, in der Rif-Region.

## Grenzen und Lage
Einer der frühesten historischen Dokumentationen der Existenz der Ichebdanen ist im Werk von Al-Hassan ibn Mohammed al-Wazzan. Nach seinen Angaben erstreckte sich das Land der Ichebdanen von Moulouya im Osten bis etwa Melilla im Westen.
Wie die anderen Berberstämme der Region stammten die Ichebdanen von den Zenata ab.
Al-Bakri schrieb in seinem Werk, dass die Ichebdanen die östliche Grenze des Emirats von Nekor waren.
Die Ichebdanen grenzen im Osten an den Stamm der Iznassen, im Westen an den Rifkabylen-Stamm der Ikereyen und im Süden an den arabischen Stamm der Ouled Settout.

## Topographie und Klima
Die Ichebdanen lebten vor allem in der Region Kebdana. Kebdana ist eine flache, felsige Hügellandschaft im östlichen Rif-Gebirge. Im Norden grenzt sie an das Mittelmeer, in den der Fluss Moulouya, der die Region durchquert. Der höchste Berg ist Azrou Ouzaio mit 934 m Höhe.
Klimatisch gesehen gehört das Gebiet des Stammes zwar zum Mittelmeerklima, ist aber überwiegend semiarid, gekennzeichnet durch heiße und trockene Sommer und geringe Niederschläge im kalten Winter aufgrund der Lage der Region im Regenschatten, der mit den vom Ozean ausgehenden Turbulenzen verbunden ist, so dass die Niederschläge im Allgemeinen weniger als 300 mm pro Jahr betragen.
Diese Bedingungen liegen unter den für die Trockenlandwirtschaft erforderlichen Mindestwerten, was die schwachen internen Wasserressourcen in allen Gebieten des östlichen Rif und die Fauna erklärt, die sich auf auf semiarides Klima angepassten Pflanzen beschränkt, wie z. B. Halfagras, Doum-Palme, Wermutkraut, Rosmarin und einige Baumarten, wie vor allem der Sandarakbaum.

## Namensherkunft
Ein eindeutiger Ursprung des Namens existiert nicht.
Es gibt aber Vermutungen, dass sich der Name der Ichebdanen von einer masirischen Königin mit dem Namen Dana, die über unter anderem diese Region geherrscht hatte, ableitet.

## Herkunft
In den meisten historischen Schriften wurden die Ichebdanen in Bezug auf Abstammung und Sprache mit dem masirischen Stamm der Zenata in Verbindung gebracht. Die Zenata waren im Mittelalter ein machtvoller Stamm, auf den sich die marokkanische Dynastie der Meriniden stützten, um ihren Staat zu gründen.
Die Zenata, so die mittelalterlichen Genealogen, stammten von den al-Barani ab. Diverse Historiker kategorisierten die Sprache der Ichebdanen, welches Tachebdant genannt wird, als eine zenatische Sprache.

## Lebensweise
Die Ichebdanen lebten in schwer zugänglichen Dörfern auf den Hügeln Kebdanas, welche mit hohen Kakteen der Gattung Opuntia ficus-indica umgeben waren.
Sie bauten auf den Ackerfeldern vor allem Gerste an.

## Geschichte
Zu Beginn des dreizehnten Jahrhunderts nach Christus, fand die Stammesbewegung der Meriniden in der Region, welche historisch in Marokko als die Phase des Aufbruchs bezeichnet wurde. Die merinidischen Stämme kamen aus Ifrīqiya in die Region unter dem Einfluss der arabischen Stämme von Banu Hilal und vielen Dürreperioden, die sie dazu zwangen, auf der Suche nach neuen Nutzungsgebieten nach Westen zu ziehen. Während dieser Bewegung verbündeten sich die merinidischen Stämme zenatischen Stämmen aus dem östlichen Rif am Fluss Moulouya. Es ist nicht unwahrscheinlich, dass sich die Meriniden dabei mit den Ichebdanen und Iznassen verbündeten. Mit diesen Stämmen kämpften sie gegen die zu dieser Zeit herrschenden Almohaden. Diese Region war auch ein Konfliktgebiet zwischen den ersten Alawiden-Fürsten. Der spätere erste Sultan Marokkos aus der Alawidendynastie Mulai ar-Raschid verbündete sich mit den masirischen Stämmen des östlichen Rifs, vor allem mit den Ichebdanen und den Iznassen. Mithilfe dieser Stämme besiegte er die Armee seines größeren Bruders Muhammad ibn Sharif in der Ebene von Angad 1664.
Auch sein Nachfolger Moulay Ismail besuchte oft das östliche Rif-Gebirge. Er entsandte auch mehrere Truppen, zur Stärkung der Grenze zum Osmanischen Reich sowie zur Unterdrückung der Stämme, die sich gegen seine Politik auflehnten. Hungersnöte, wie die von 1721–1724, und eine willkürliche Steuerpolitik verschärften die Demonstrationen. Er mobilisierte deshalb mehrere Truppen gegen die Stämme und baute mehrere Kasbahs, wie Kasbah Agroud in Saidia in dieser Region. Die Ichebdanen waren mit dem Stamm der Ouled Settout lange Zeit verfeindet. Früher gab es zwei kulturelle Zentren in Kebdana, Zawiya und Bouangoud. Zawiya war das Bildungszentrum der Ichebdanen und Anziehungspunkt für Studenten. Bouangoud war das Zentrum des Stammes. In Mazouga war das der am Freitag stattfindende Markt, wo die Händler Gerste, Ziegen und Schafen verkauften.

## Sprache
Die Ichebdanen sprechen, wie die benachbarten Stämme, einen Dialekt des Tarifit. Ihr Dialekt wird Tachebdant bzw. Takebdant genannt und zeichnet sich durch hörbare Konsonantenwechsel aus.

## Städte
Städte, in denen traditionell die Ichebdanen lebten:
- Kariat Arekmane
- Ras Kebdana

Ortschaften, in denen traditionell die Ichebdanen lebten:
- Timsoujin
- Oulad Hamhaddou
- Bouankod
- Oulad Daoud
- Zikhanin
- Lahdara